# Mistrzostwa Świata Strongman 2004
Mistrzostwa Świata Strongman 2004 – doroczne, indywidualne zawody siłaczy.

## Nowy format mistrzostw
W 2004 r. mistrzostwa zostały rozegrane po raz pierwszy w nowej formule, z jedną tylko grupą kwalifikacyjną i z nowym sposobem naliczania punktów w eliminacjach. Ten nowy format, którego celem było uatrakcyjnienie zawodów, nie sprawdził się jednak i finał rozegrano już w tradycyjnej formule. W mistrzostwach rozgrywanych w następnym roku powrócono już całkowicie do dawnej formuły.

## Rundy kwalifikacyjne
WYNIKI KWALIFIKACJI
Data: 23, 24, 25, 26, 27, 28 września 2004 r. (Rundy kwalifikacyjne zostały przedłużone o dwa dni, z powodu huraganu oraz ciężkich opadów deszczu.)
Do finału kwalifikuje się sześciu najlepszych zawodników z grupy.
Grupa 1
| Miejsce | Zawodnik             | Kraj              | Punkty |
| ------- | -------------------- | ----------------- | ------ |
| 1.      | Wasyl Wirastiuk      | Ukraina           | 55     |
| 2.      | Mariusz Pudzianowski | Polska            | 55     |
| 3.      | Žydrūnas Savickas    | Litwa             | 54     |
| 4.      | Raimonds Bergmanis   | Łotwa             | 50     |
| 5.      | Magnus Samuelsson    | Szwecja           | 49     |
| 6.      | Svend Karlsen        | Norwegia          | 48     |
| 7.      | Tomi Lotta           | Finlandia         | 46     |
| 8.      | Steve Kirit          | Stany Zjednoczone | 40     |
| 9.      | Hugo Girard          | Kanada            | 39     |
| 10.     | Mark Felix           | Grenada           | 37     |
| 11.     | Adrian Rollinson     | Anglia            | 34     |
| 12.     | Rene Minkwitz        | Dania             | 31     |

## Finał
FINAŁ – WYNIKI SZCZEGÓŁOWE
Data: 30 września, 1, 2, 3 października 2004

Miejsce: Nassau, Paradise Island  Bahamy
| Miejsce     | Zawodnik             | Kraj     | Punkty           |
| ----------- | -------------------- | -------- | ---------------- |
| 1.          | Wasyl Wirastiuk      | Ukraina  | 37               |
| 2.          | Žydrūnas Savickas    | Litwa    | 36               |
| dyskwal.(*) | Mariusz Pudzianowski | Polska   | 35               |
| 3.          | Magnus Samuelsson    | Szwecja  | 29               |
| 4.          | Raimonds Bergmanis   | Łotwa    | 19               |
| 5.          | Svend Karlsen        | Norwegia | 9 (kontuzjowany) |

(*) Mariusz Pudzianowski, po zakończeniu zawodów, został zdyskwalifikowany, z powodu wykrycia w próbkach oddanych do badań antydopingowych, niedozwolonych substancji. Pozostali finaliści awansowali o jedną pozycję.

## Zawodnicy rezerwowi
Zawodnicy rezerwowi zastępują zawodnika w razie kontuzji lub rezygnacji z udziału w zawodach.
Zawodnicy rezerwowi: Andrus Murumets  Estonia i Brian Turner  Szkocja.